# Trichoniscus plitvicensis
Trichoniscus plitvicensis är en kräftdjursart som beskrevs av Karl Wilhelm Verhoeff 1930A. Trichoniscus plitvicensis ingår i släktet Trichoniscus och familjen Trichoniscidae. Inga underarter finns listade i Catalogue of Life.